# Брандиџ (Алабама)
Брандиџ (енгл. Brundidge) град је у америчкој савезној држави Алабама. По попису становништва из 2010. у њему је живело 2.076 становника.

## Демографија
Према попису становништва из 2010. у граду је живело 2.076 становника, што је 265 (11,3%) становника мање него 2000. године.
| Група             | 2000.         | 2010.         |
| Белци             | 777 (33,2%)   | 671 (32,3%)   |
| Афроамериканци    | 1.487 (63,5%) | 1.306 (62,9%) |
| Азијати           | 6 (0,3%)      | 12 (0,6%)     |
| Хиспаноамериканци | 19 (0,8%)     | 62 (3,0%)     |
| Укупно            | 2.341         | 2.076         |